# Alfred Vogel
Alfred Vogel (Aesch, 26 d'octubre del 1902 – Feusisberg, 1 d'octubre del 1996), fitoterapeuta, remeier i un reeixit empresari suís.

## Biografia
Alfred Vogel va néixer el 1902 a Aesch a Suïssa. Era el petit de quatre germans i des de molt jova va ser iniciat pel seu pare i avis en les plantes medicinals. Després d'un aprenentatge comercial, va treballar com a venedor en una botiga de queviures als afores de la ciutat de Basilea. Més tard en va esdevenir el propietari i la va convertir en una botiga d'aliments naturals. Als 21 anys hi va començar a aconsellar clients sobre la seva filosofia de vida sana. Hi va preparar i comercialitzar els seus propis productes. El 1927 es casà amb Sophie Sommer, junts van tenir dues filles. El 1929 va crear la revista mensual Das Neue Leben («La nova vida»), que a partir de 1941 va rebatejar com A. Vogel Gesundheits-Nachrichten («Notícies de salut»).
El 1933 es traslladà amb la seva família al cantó d'Appenzell, primer a Speicher i Trogen, i posteriorment a Teufen. Allà les lleis eren lliberals pel que fa a la pràctica de la medicina no universitària i hi va crear un sanatori i una llar infantil, així com una fàbrica de productes a base de plantes que conreava segons principis avantcursors del conreu ecològic. El 1952 va publicar el llibre Der kleine Doktor («El petit metge»
El 1963 va fundar l'empresa Bioforce AG, avui rebatejada A. Vogel AG, a Roggwill al Thurgau a Suïssa, on fabriquen remeis naturals. En reconeixement del seu succés com a remeier, el 1982 li van concedir la medalla Priessnitz dels remeiers alemanys i el 1984 va ser nomenat membre honorífic del SAGEM (Societat Suïssa de Medicina Empírica).
Segons el que conta el que es repeteix en publicacions de la seva editorial, hauria rebut un títol de doctor honoris causa d'una institució nord-americana. Aquesta informació surt de notícies autobiogràfiques i va ser copiada per diaris. Segons les versions, hauria sigut l'«Institut d'Osteopatia, Quiropràctica i Medicina Natural», en una altra versió hauria rebut el títol de doctorat honorari en botànica medical i en una tercera versió un doctorat honorari, no precisat «d'una universitat de Los Angeles». La Universitat de Califòrnia a Los Angeles no té constància de cap Alfred Vogel. Sembla que el títol podria provenir de la California University of Liberal Physicians («Universitat de Metges Liberals de Califòrnia»), una universitat de remeiers, avui desapareguda, que atorgava diplomes falsos. Després d'una demanda per publicitat enganyosa, Biohorma, la filial neerlandesa d'A.Vogel AG, va suprimir el «dr.» devant el nom en les etiquetes i solapes.
El 1990, amb 88 anys, va abandonar la vida laboral. Va morir el 1996, a l'edat de 94 anys. Segons paraules de Hildebert Wagner, autor del pròleg del best-seller Der Kleine Dokter: «El carisma i la personalitat d'Alfred Vogel irradien encara avui i ens transmeten un missatge que en fa un conseller valuós per a gent sana i malalta».
Vogel era un apassionat de viatges. Feia recerques etnobotàniques i s'interessava molt als herbes medicinals d'altres cultures. A començament dels anys 50 del segle xx, va recórrer Amèrica, Àfrica, Austràlia, Nova Zelanda i Tasmània.
Va passar un temps a Amèrica on es va trobar Black Elk, el «sioux més fotografiat d'Amèrica» que li hauria ensenyat la medicina tradicional índia que li hauria parlat d'equinàcia que feien servir com a panacea. A Suïssa, va començar a conrear-la. Va crear una tintura, comercialitzat com a Echinaforce l'any 1955. Aquest producte va passar experiments a cegues científics que van provar-ne un cert efecte antiviral en refredats i la grip, tot i que els científics divergeixen sobre la real eficiàcia de la tintura.
El 1958 va comprar a Tarapoto al Perú una finca de 72 hectàrees per conrear plantes medicinals, especialment el Phyllanthus niruri. El govern peruà va promulgar una llei que prohibia als estrangers de posseir més de quinze hectàrees, i Vogel va cedir la finca i va tornar a Suïssa.

## Der Kleine Doktor
El seu llibre Der kleine Doktor (1952), és un succés commercial i ha esdevingut un clàssic sobre salut natural, traduït en moltes llengües. Hi explica com es poden prevenir malalties i millorar la salut mitjançant plantes medicinals i altres teràpies naturals. Entre consells banals de sentit comú «menjar molta fruita i verdura fresca», s'hi troben remeis curiosos: contra la poliomielitis i esclerosi múltiple proposa massatges de la columna vertebral amb una pomada feta d'un testicle de toro fresc. Hauria vist que aquestes hormones fresques van minvar la paràlisi. També aconsella un xarop fet de llimac vermell (Arion rufus), sucre i alcohol que seria molt eficaç contra úlceres cutanees i pèptiques.